# Puca Pucara
Puca Pucara is een archeologische vindplaats van militaire ruïnes in de buurt van de Peruaanse stad Cuzco. De ruïnes zijn van een fort dat is gemaakt van grote muren, terrassen en trappen en als doel had de verdediging van de stad Cuzco en van het Inca-rijk in het algemeen.
Puca Pucara betekent 'Rood Fort' in het Quechua, en komt van de rode kleur van de rotsen in de schemering. Puca Pucara is een voorbeeld van militaire architectuur dat ook functioneerde als bestuurlijk centrum.
Bestuurlijk is Puca Pucara nu een plaats in het stadsdistrict Cuzco van de provincie Cuzco in de gelijknamige regio van Peru.